# Józef Jasiński (1891–1920)
Józef Jasiński (ur. 9 lutego 1891 w Pustej Dąbrówce, zm. 13 czerwca 1920 w Rzeczycy) – chorąży Wojska Polskiego, kawaler Orderu Virtuti Militari.

## Życiorys
Urodził się 9 lutego 1891 w Pustej Dąbrówce, w ówczesnym powiecie brodnickim Prus Zachodnich, w rodzinie Józefa (ur. ok. 1853) i Marii (ur. ok. 1855). Z zawodu był rolnikiem. 10 sierpnia 1919 wstąpił jako ochotnik do II batalionu toruńskiego pułku strzelców, późniejszego 63 pułku piechoty. 21 sierpnia tego roku został przesunięty do 11. kompanii. W 1920, w czasie wojny z bolszewikami, walczył jako dowódca plutonu w kompanii szturmowej 63 pułku piechoty. Wyróżnił się 8 maja w walce o wieś Borowiki, w której jego pluton zdobył karabin maszynowy, 4 tys. naboi, cztery konie i dwa wozy. Następnie w walkach pozycyjnych nad Berezyną „niemal codziennie zgłaszał się ochoczo na patrolki, atakując nieprzyjaciela, zadając mu krwawe straty i odbierając mu konie, wozy, karabiny, kulomioty i jeńców”. Po raz kolejny wyróżnił się 12 czerwca 1920 w walce pod Unorycą i Ozierszczyzną nad Dnieprem. W trakcie tej walki został ranny. Następnego dnia został odnaleziony i odwieziony do szpitala w Rzeczycy, gdzie zmarł w następstwie odniesionych ran. 14 czerwca 1920 dowódca Frontu Północnego mianował go podporucznikiem. 14 października 1920 Naczelny Wódz „w uznaniu zasług dla Dobra Ojczyzny położonych i okupionych bohaterską śmiercią na froncie” mianował go podporucznikiem piechoty.

## Ordery i odznaczenia
- Krzyż Srebrny Orderu Wojskowego Virtuti Militari nr 2842 – 19 lutego 1921[12][13][14]